# Isabella Rossellini
Isabella Fiorella Elettra Giovanna Rossellini (Roma, 18 de junio de 1952), más conocida como Isabella Rosellini, es una actriz, modelo y filántropa italiana. Hija de la actriz sueca Ingrid Bergman y del director italiano Roberto Rossellini, es conocida por su larga y exitosa trayectoria como modelo de la marca Lancôme y su consolidada carrera como actriz. Ha sido nominada a importantes premios como a los Premios Óscar, a los Premios Globo de Oro, a los Premios Primetime Emmy o los Premios BAFTA
Hizo su debut en A Matter of Time (1976), aunque su carrera despegó en el filme de David Lynch, Blue Velvet (1986). Otros papeles a destacar de su carrera son Death Becomes Her (1992) o Conclave (2024), nominada a un Óscar por éste último. También ha tenido otros papeles secundarios en Cousins (1989), Wild at Heart (1990), Fearless (1993), Wyatt Earp (1994), Big Night (1996), Roger Dodger (2002), Infamous (2006), Joy (2015), o La chimera (2023). Rosellini también ha recibido una nominación a los Globos de Oro por la serie Crime of the Century (1996) de HBO y ha sido galardonada con un Emmy en la serie Chicago Hope (1997). 

## Biografía

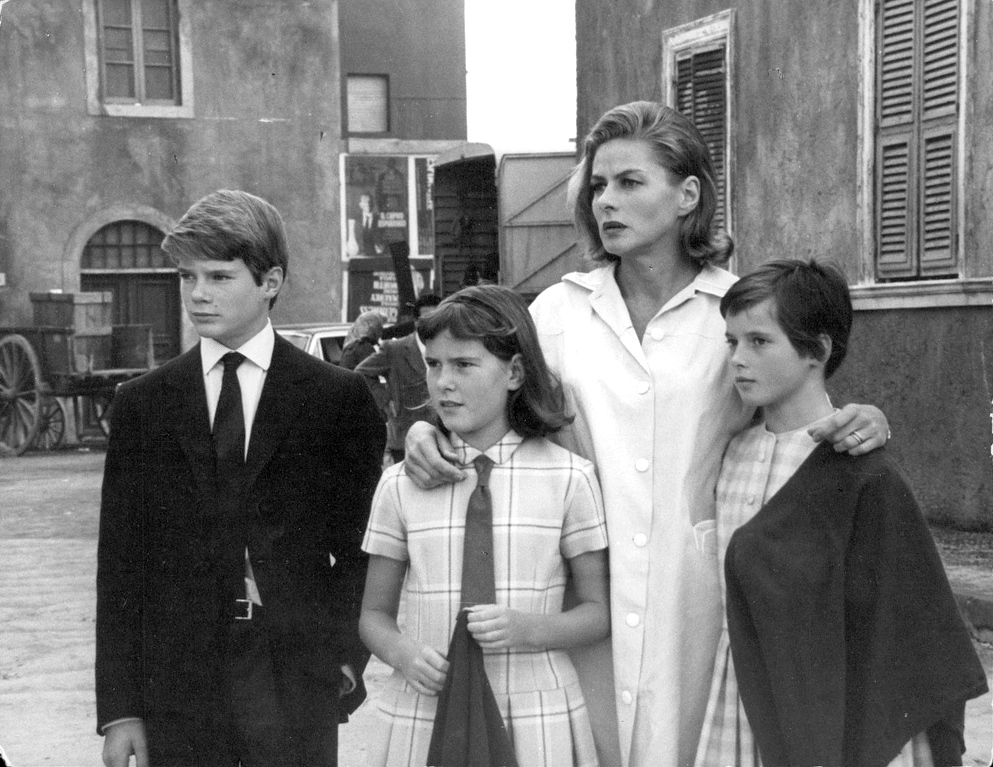
Isabella (derecha) junto a su hermanastra Isotta, su hermano Robertino y su madre Ingrid Bergman en 1964.

Rosellini nació en Roma, hija de la actriz sueca Ingrid Bergman y del cineasta italiano Roberto Rossellini. Recibió una educación católica liberaly residió entre Roma, Santa Martinella y París.
Isabella Rossellini es medio hermana de Pia Lindström, hermana melliza de Isotta Ingrid Rossellini, hermana menor de Roberto Ingmar Rossellini, medio hermana de Gil Rossellini, sobrina de Renzo Rossellini y prima de Franco Rossellini. 
A los 19, se mudó a Nueva York, donde estudió en el Finch College, mientras trabajaba como traductora y reportera televisiva para la RAI, con un espacio propio de entrevistas y reportajes en el show L'altra Domenica (El otro domingo) para la RAI junto a Roberto Benigni.

## Carrera
Con Begnini participaría en la película Il Pap'occhio (Vaticano Show). La temática de esta película y su sátira sobre el Vaticano y del propio papa propició la excomunión de todo el elenco actoral.
Volvió a repetir como actriz en su país de origen de la mano de los hermanos Taviani en Il Prato, donde interpretaba el papel de una actriz de teatro político y por el que ganó el premio Nastri D'Argento a la mejor actriz revelación en 1980.
Isabella continuó su faceta periodística grabando sus reportajes televisivos desde Nueva York, cuando una amiga le presentó a Bruce Weber; este la solicitó para una sesión fotográfica que resultó en portada del Vogue y en un cambio radical en la vida de Isabella, que se convirtió automáticamente en una de las modelos más cotizadas del mundo.

Fue a raíz de esta nueva faceta cuando Lancôme la eligió como modelo exclusiva desde 1982 hasta 1996. Según palabras de Isabella: "Fue la forma más fácil de convertirse en multimillonaria después de ganar la lotería". 

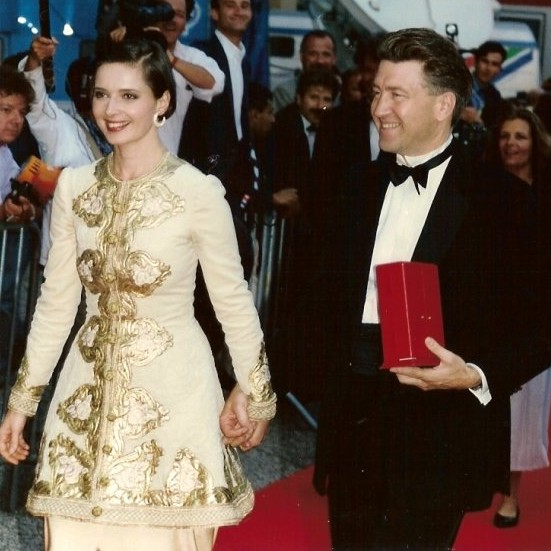
Con David Lynch en Cannes (1990).

Luego  de sus trabajos en el cine italiano, retoma su trabajo como actriz en Estados Unidos con la película White Nights (1985), de Taylor Hackford.
Isabella fue convertida en un nuevo icono cinematográfico gracias a su encuentro en un restaurante con David Lynch, quien le ofreció el papel de Dorothy Vallens en Blue Velvet (Terciopelo azul), filme por el que ganó el Independent Spirit Award de 1987 a la mejor actriz y durante cuyo rodaje mantuvo un romance con Lynch. Aunque es el papel por el que se siente más especialmente satisfecha, la cinta de Lynch fue todo un éxito y escándalo a partes iguales que pilló a Isabella completamente desprevenida; de esta forma le comentaba a Alex Kendall en 1988, en una entrevista publicada en España por la revista Fotogramas: "Tras las primeras proyecciones me sentía casi totalmente destruida. Mi agente odia la película. La reacción fue tan negativa que creí que iba a lincharme. Me sentía algo avergonzada, porque entonces, naturalmente, no sabía que la película iba a tener tal éxito. En Italia la lanzaron como algo porno. Yo estaba avergonzada, porque fui a un colegio de monjas y las quería mucho". 
Su carrera continúa con papeles menores y películas independientes, destacando como evidentes aciertos su papel de María en Cousins (Un toque de infidelidad, 1989), cinta de Joel Schumacher, y de Zelly And Me (1988), un emotivo retrato de una institutriz a cargo de una niña rica sobreprotegida por su abuela.
Otros títulos en los que participaría serían Death Becomes Her (1992), Fearless (1993), y Immortal Beloved (1994). En 1996 apareció interpretándose a sí misma en un capítulo de la serie de TV Friends llamado "The One with Frank Jr.".
En los siguientes años aparecería en diversas series de TV estadounidenses, como Alias, Legend of Earthsea o 30 Rock.
En la década de 2010, Rosellini participaría en películas como La soledad de los números primos (2010), basada en el best-seller de Paolo Giordano, Pollo con ciruelas (2011), de Marjane Satrapi, Enemy (2013) junto a Jake Gyllenhaal.
Rossellini fue la presidenta del jurado en el 61º Festival Internacional de Cine de Berlín en 2011. En 2015 sería la presidenta del jurado para la sección Un Certain Regard del Festival de Cannes de ese año.

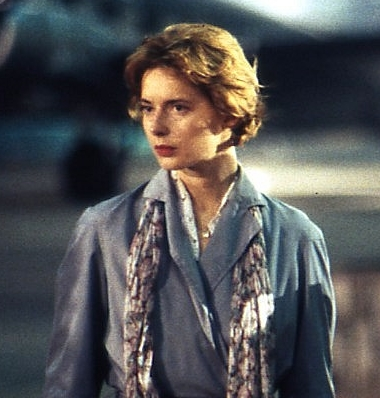
En el Aeropuerto de Berlín-Tempelhof (Berlín) durante el rodaje de The Innocent (1992).

## Vida personal
A través de una entrevista que realizó a Martin Scorsese para la RAI, conoció al director. Estuvo casada con el cineasta Martin Scorsese (1979-1982) y el modelo y cineasta Jon Wiedeman. Además, con conocidas sus relaciones con el cineasta David Lynch, el actor Gary Oldman y el productor teatral Gregory Mosher.
Tiene dos hijos: Elettra Rossellini (Elettra Ingrid Wiedeman) y de Roberto Rossellini. 

## Filmografía
| - A Matter Of Time (1976) - Il Prato (1979) - Il Pap'occhio (1980) - White Nights (1985) - Blue Velvet (1986) - Oci Ciornie (1987) - Tough Guys Don't Dance (1987) - Siesta (1987) - Zelly And Me (1988) - Cousins (1989) - Red Riding Hood (1989) - Corazón salvaje (Wild at Heart) (1990) - Ivory Hunters (1990) - Dames Galantes (1990) - Caccia Alla Vedova (1991) - Lies Of The Twins (1991) - Death Becomes Her (1992) - The Pickle (1993) - The Innocent (1993) - Fearless (1993) - Wyatt Earp (1994) - Immortal Beloved (1994) | - Croce e delizia (1995) - Big Night (1996) - The Funeral (1996) - Crime of the Century (1996) - La odisea (1997) - Left Luggage (1998) - Merlín (1998) - The Impostors (1998) - Don Quixote (2000) - Il Cielo cade (2000) - Empire (2002) - Roger Dodger (2002) - Napoleón (2002) - Monte Walsh (2003) - The Saddest Music In The World (2003) - Alias (2003, 2004) - The Tulse Luper Suitcases, Part 2: Vaux to the Sea (2004) - King of the Corner (2004) - Heights (2004) - Legend of Earthsea (2004) - La fiesta del chivo (2005) | - The Architect (2006) - Historia de un crimen (2006) - Two Lovers (2008) - The Accidental Husband (2008) - La vida silenciosa (2011) - Tres veces 20 años (2011) - Nono el niño detective (2012) - Enemy (2013) - Joy: el nombre del éxito (voz, 2015) - Los Increíbles 2 (voz, 2018) - Vita & Virginia (2018) - Preludio- Il Film (2019) - Tierra de Sueños (2021) - Marcel the Shell with Shoes On (voz, 2021) - Problemista (2023) - La quimera (2023) - Cat Person (2023) - Spaceman (2024) - Cónclave (2024) |

## Premios
Premios Óscar
| Año  | Categoría               | Película | Resultado |
| ---- | ----------------------- | -------- | --------- |
| 2025 | Mejor actriz de reparto | Cónclave | Nominada  |

Premios BAFTA
| Año  | Categoría               | Película | Resultado |
| ---- | ----------------------- | -------- | --------- |
| 2025 | Mejor actriz de reparto | Cónclave | Nominada  |

Globo de Oro
| Año  | Categoría                             | Película             | Resultado |
| ---- | ------------------------------------- | -------------------- | --------- |
| 1996 | Mejor actriz de miniserie o telefilme | Crime of the century | Nominada  |
| 2024 | Mejor actriz de reparto               | Cónclave             | Nominada  |

Independent Spirit Awards
| Año  | Categoría    | Película    | Resultado |
| ---- | ------------ | ----------- | --------- |
| 1986 | Mejor actriz | Blue Velvet | Ganadora  |

Premios del Cine Europeo
| Año  | Categoría                          | Película    | Resultado |
| ---- | ---------------------------------- | ----------- | --------- |
| 2024 | Logro europeo en el mundo del cine | Trayectoria | Honorable |

Primetime Emmy Awards
| Año  | Categoría                               | Película     | Resultado |
| ---- | --------------------------------------- | ------------ | --------- |
| 1997 | Mejor actriz invitada - Serie dramática | Chicago Hope | Nominada  |

## Libros
- Some of Me (1997)
- Looking at Me (2002)
- In the name of the Father, the Daughter and the Holy Spirits: Remembering Roberto Rossellini (2006)[a]
- My Chickens and I (2018)